# Nakło nad Notecią…
Nakło nad Notecią... là một thị trấn thuộc huyện Nakielski, tỉnh Kujawsko-Pomorskie ở trung-bắc Ba Lan. Thị trấn có diện tích 11 km². Đến ngày 1 tháng 1 năm 2011, dân số của thị trấn là 19148 người và mật độ 1803 người/km².